# بروکید
بروکید (انگلیسی: Brocade) شرکت فناوری اطلاعات آمریکایی است، که در سال ۱۹۹۵ تأسیس شد.